# برونو ويل
برونو ويل (بالألمانية: Bruno Wille)‏ هو كاتب ومؤلف ألماني، ولد في 6 فبراير 1860 في ماغديبورغ في ألمانيا، وتوفي في 4 سبتمبر 1928.